# Лузан Володимир Миколайович
Володи́мир Микола́йович Лузан (25 липня 1965 — 27 січня 1986) — радянський прикордонник, учасник афганської війни. Посмертно нагороджений орденом Червоної зірки.

## Життєпис
Володимир Лузан народився 25 липня 1965 року в селі Хатнє Великобурлуцького району Харківської області в українській селянській родині.
Навчався у Хатнянській середній школі та Чугуєво-Бабчанському лісному технікумі. До Збройних сил СРСР його призвали 8 травня 1984 року Чугуївським РВК Харківської області. У грудні того ж року відправлений старшим сержантом до Афганістану.
Служив начальником склада інженерного майна інженерно-саперної роти 117-го Московського прикордонного загону Середньоазійської прикордонної округи. У складі мотоманеврувальної групи, брав участь у двадцяти восьми бойових операціях, супроводжував автомобільні колони. Знешкодив 11 мін та фугасів. Загинув 27 січня 1986 підірвавшись на міні під час її встановлення в ущелині Діварі-Танг у провінції Тахар.
Похований на території середньої школи села Хатнє. Його ім'ям були названі піонерська дружина хатняньської школи та піонерські загони школи села Шипувате та однієї із шкіл Великого Бурлук[./Лузан_Володимир_Миколайович#cite_note-FOOTNOTEКнига_Памяти_КГБ1993-4 [4]].

## Нагороди
- орден Червоної Зірки (посмертно)

## Пам'ять

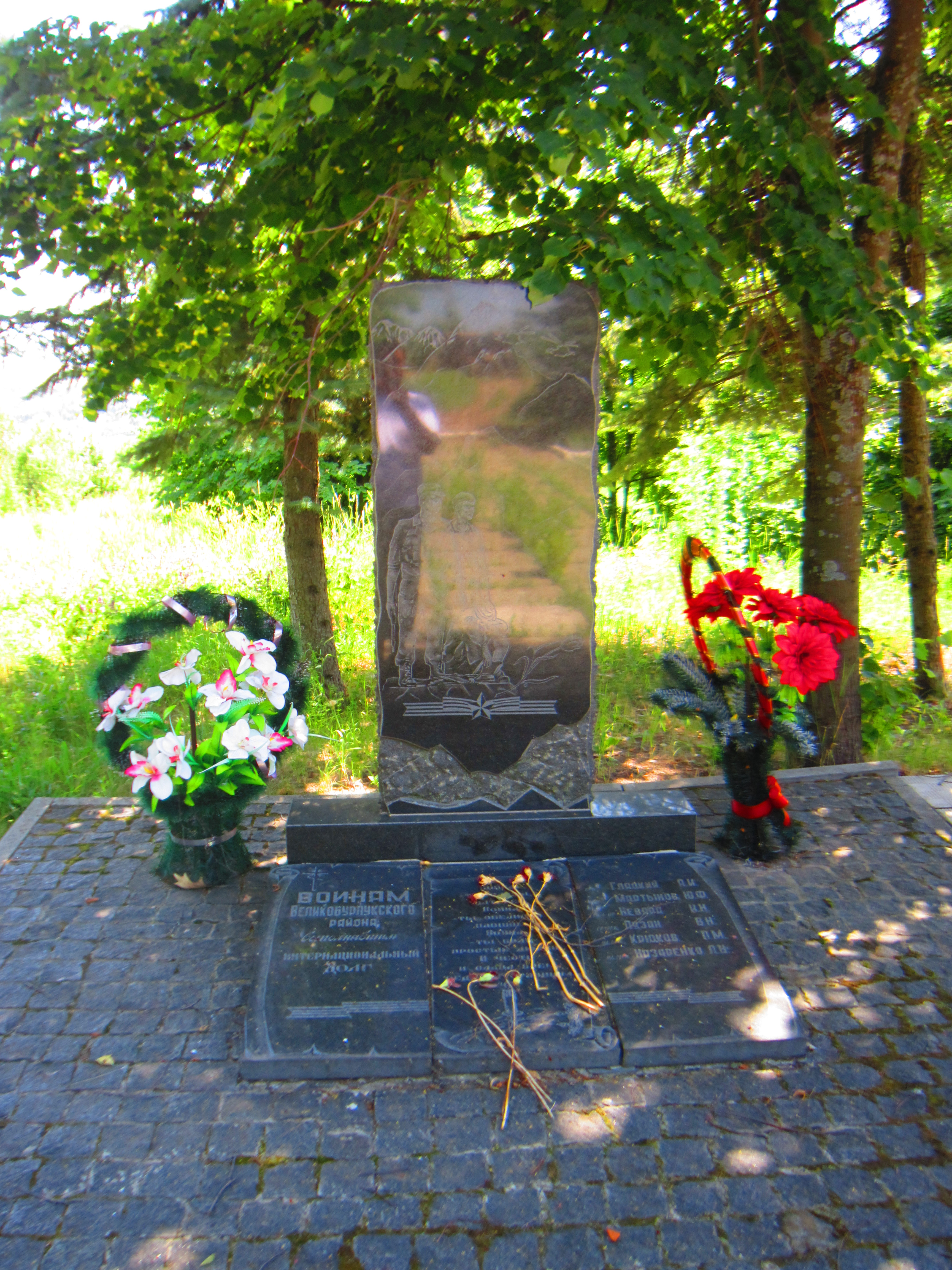
Пам'ятний знак воїнам-інтернаціоналістам у Великому Бурлуці

- Його ім'я викарбуване на одній з плит Меморіального комплексу пам'яті воїнів України, полеглих в Афганістані у Києві[5].
- Його ім'я викарбуване на одній з плит Меморіалу пам'яті воїнів-інтернаціоналістів у Харкові[6].
- Його ім'я викарбуване на Пам'ятному знаці воїнам-інтернаціоналістам у Великому Бурлуці.
- Його ім'я викарбуване на меморіальній дошці розташованої на будівлі головного корпусу Чугуєво-Бабчанського лісного коледжу[7].
- Меморіальна дошка у селі Хатнє[8].